# Asparagus trichoclados
Asparagus trichoclados — вид рослин із родини холодкових (Asparagaceae).

## Біоморфологічна характеристика
Це дводомна трав'яниста рослина. Стебла виткі, довгі, проксимально злегка дерев'янисті, гладкі; гілки кутасті. Кладодії у пучках по 4–8, ниткоподібні, 2–7 × ≈ 0.2 мм, злегка сплощені, неправильно-жолобчасті. Листова шпора нечітка і коротко колюча. Суцвіття розвиваються після кладодій. Ягода 4–5 мм у діаметрі, 1- чи 2-насінна; ніжка ≈ 2 мм, члениста посередині. Період плодоношення: листопад.

## Середовище проживання
Ендемік Китаю (цн. Юньнань).
Населяє рідколісся, відкриті трав'янисті схили; на висотах від 1100 до 1400 метрів.